# Лаптін Іван Максимович
Іва́н Макси́мович Ла́птін — солдат Збройних сил України.

## Життєпис
У перший день по приїзді до Донецького аеропорту в підрозділі 79-ї бригади, у якій служить Лаптін, загинуло 10 вояків та 25 поранено. Після одужання вдруге поїхав у зону бойових дій. На шостий день після повернення з лікування в часі боїв за Донецький аеропорт знову поранений, лікувався в Одеському госпіталі.

## Нагороди
За особисту мужність і героїзм, виявлені у захисті державного суверенітету та територіальної цілісності України, вірність військовій присязі під час російсько-української війни нагороджений
- орденом «За мужність» III ступеня (4.12.2014)